# Jennifer Hawkins
Jennifer Hawkins (sinh ngày 22 tháng 12 năm 1983) là một nữ hoàng sắc đẹp, người mẫu thời trang và người dẫn chương trình truyền hình người Úc. Cô là người từng nắm giữ danh hiệu Hoa hậu Hoàn vũ 2004.

## Tiểu sử
Jennifer Hawkins sinh ra tại Holmesville, New South Wales, Australia nhưng hiện nay đang sống tại Sydney. Cha mẹ cô đều là người Australia và có 4 đứa con tất cả. Cô học tại trường trung học West Wallsend và trở thành một cổ vũ viên cho các đội tuyển bóng rổ và rugby của trường. Ngoài ra Jennifer còn làm biên đạo múa cho các nhóm nhảy, chủ yếu trong thể loại Hip-Hop và ba-lê.

## Hoa hậu Hoàn vũ
Jennifer Hawkins không hề đoạt bất cứ một danh hiệu nào như Hoa hậu Australia hay Hoa hậu Hoàn vũ Australia. Do cuộc thi Hoa hậu Hoàn vũ Australia trước đó đã bị hoãn lại nên một cuộc thi tuyển chọn người mẫu được tổ chức và người được chọn sẽ "đóng vai" Hoa hậu Hoàn vũ Australia để chính thức tham dự cuộc thi Hoa hậu Hoàn vũ. Jennifer Hawkins đã được chọn làm "hoa hậu" của năm 2004. Tuy nhiên việc cô đăng quang sau đó đã giúp cho cuộc thi Hoa hậu Hoàn vũ Australia được phục hồi từ năm 2005. Cô học một khóa học tiếng Tây Ban Nha cơ bản trước khi sang Ecuador tham dự Hoa hậu Hoàn vũ.
Ngày 1 tháng 6 năm 2004, đêm chung kết được truyền hình trực tiếp của cuộc thi Hoa hậu Hoàn vũ 2004 diễn ra tại thành phố Quito, thủ đô của Ecuador. Cô trở thành người Úc đầu tiên được lọt vào vòng bán kết kể từ năm 1993, và sau đó lọt tiếp vào vòng chung kết sau khi thể hiện ở vòng thi trang phục dạ hội. Sau vòng thi áo tắm, cô được chọn vào 5 người đẹp nhất và cuối cùng cô đã chiến thắng ở cuộc thi này, vượt qua các ứng cử viên nặng ký khác đều đến từ châu Mỹ trong top 5 là các hoa hậu Mỹ, Puerto Rico, Paraguay, Trinidad và Tobago. Cô là Hoa hậu Hoàn vũ đại diện cho châu Đại Dương đầu tiên kể từ khi Lorraine Downes, đại diện New Zealand, chiến thắng ở cuộc thi năm 1983, và là người đầu tiên đại diện cho nước Úc kể từ khi cô Kerry Anne Wells chiến thắng ở cuộc thi vào năm 1972.
Hoa hậu Hoàn vũ 2003, Amelia Vega của nước Cộng hoà Dominicana trao vương miện cho Jennifer sau khi cô được tuyên bố thắng cuộc bởi người dẫn chương trình Billy Bush. Chiếc vương miện Mikimoto dành cho cô trị giá 250.000 USD. Chiến thắng của cô đã chinh phục giới điệu mộ và hàng triệu người khán giả trên thế giới, chính ông Donald Trump, chủ tịch cuộc thi Hoa hậu hoàn vũ khi ấy đã phải thốt nên rằng: "Cô ấy là gương mặt đẹp nhất những năm gần đây mà tôi kiếm tìm".
Trong thời gian làm hoa hậu, Jennifer đã thăm các nước như Hàn Quốc, Bahamas, Brasil, Cộng hòa Séc, Hy Lạp, Singapore, Indonesia, Canada, Trinidad và Tobago, Cuba, Ấn Độ, Ecuador, México và Puerto Rico. Cô đã nhiều lần bay sang Thái Lan, nơi diễn ra cuộc thi Hoa hậu Hoàn vũ 2005, và Úc, quê hương xứ sở của cô.
Jennifer tạm trú ở New York khi cô mang danh hiệu hoa hậu. Cô tuyên bố rằng cô muốn tiếp tục nghề người mẫu và có ý định trở thành một người dẫn chương trình trên truyền hình. Trong một cuộc phỏng vấn của đài NBN, cô nói: "Tôi tìm thấy một sự truyền cảm từ người bạn lâu năm Jake Wall của mình. Anh ấy luôn khuyên nhủ tôi hãy luôn tin tưởng vào bản thân mình".
Là một Hoa hậu Hoàn vũ, cô đại diện cho Tổ chức Hoa hậu Hoàn vũ. "Chị em" hoa hậu 2004 của cô gồm có Hoa hậu Mỹ, Shandi Finnessey (đồng thời là á hậu 1 của cuộc thi Hoa hậu Hoàn vũ 2004) và Hoa hậu Thiếu niên Mỹ, Shelley Hennig.

## Truyền hình
Khát vọng của Jennifer là được trở thành một người dẫn chương trình cho đài truyền hình. Sự xuất hiện đầu tiên của cô trên truyền hình là một người dẫn chương trình khách mời cho chương trình The Greatest Outdoors, với công việc là hướng dẫn người xem đài đi tham quan những thắng cảnh trên thế giới. Sau khi cô trao vương miện cho Natalie Glebova, cô trở thành một M.C. chính thức cho đài. Vào năm 2006, cô được đề cử ở giải 2006 Logie với hạng mục nữ nhân tài mới nổi tiếng nhất (Most Popular New Female Talent).
Jennifer còn là một người tham gia trong chương trình Dancing with the Stars 2006 tuy nhiên cô bị loại vào ngày 1 tháng 4. Nhiều người cho rằng kết quả này là do đa số phụ nữ đã ganh tị đến sắc đẹp của Jennifer cho nên đã không bầu chọn cho cô qua điện thoại. Vào ngày 15 tháng 2 năm 2006, cô thử tài cho cuộc thi Deal or No Deal, thường gọi là "Dancing with the Deal".
Jennifer xuất hiện vài lần với tư cách khách mời trong chương trình The Apprentice với Donald Trump, người đã tuyên bố rằng: "Cô là hoa hậu Hoàn vũ đẹp nhất mà tôi từng được thấy!".

## Tai nạn nghề nghiệp
Sau khi vừa đăng quang ngôi Hoa hậu Hoàn vũ năm 2004, Jennifer tạo nên một tin nóng tại một cuộc trình diễn thời trang ở Westfield Miranda, trung tâm mua sắm của Úc, khi chiếc váy đang mặc trên người cô bị tuột xuống sàn diễn, để lộ chiếc quần lót G-string, trước nhiều cặp mắt đầy ngạc nhiên. Cô đã xin lỗi sau đó và nói rằng: "Ước gì tôi có thể mặc một chiếc quần lót tốt hơn". Sự việc này được đài truyền hình Nine Network bình chọn là "Khoảnh khắc xấu hổ nhất trên đài truyền hình Úc". Theo Google cho biết chuyện này làm cho từ khóa "Jennifer Hawkins" được tìm kiếm tăng lên một cách đáng kể trên Internet.

## Chuyện bên lề
- Jennifer có mái tóc vàng tự nhiên, trở thành người tóc vàng đầu tiên giành danh hiệu cao quý trong cuộc thi Hoa hậu Hoàn vũ kể từ khi Angela Visser của nước Hà Lan đăng quang vào năm 1989.
- Sinh ra và lớn lên ở Novocastrian, hộp đêm thích nhất của cô là Fanny's, nằm ở trung tâm buôn bán kinh doanh ở thành phố Newcastle.
- Tháng 8 năm 2006, cô nhận lời mời của một học sinh trung học Daniel Dibley tới tham dự một buổi tiệc tốt nghiệp nhưng cô sau đó từ chối vì cô không muốn gây sự chú ý cho những người khác. Tuy nhiên, cô đồng ý đi chơi riêng với cậu ta[3].
- Trong một clip âm nhạc, cô thủ vai người yêu của họa sĩ Úc, Guy Sebastian.
- Tháng 12 năm 2006, Jennifer Hawkins tới Việt Nam theo lời mời của hãng truyền hình Seven Network của Úc [4]. Cô quay trở lại Việt Nam năm 2008 để làm giám khảo cho cuộc thi Hoa hậu Hoàn vũ 2008.
- Người yêu của Jennifer Hawkins hiện nay là Jake Wall, một anh thợ mộc nhưng sau đó trở thành một trong những nam người mẫu, diễn viên nổi tiếng của Úc. Hai người quen nhau trước khi Jennifer đăng quang Hoa hậu Hoàn vũ và duy trì mối quan hệ sau khi cô đến New York sống trong nhiệm kỳ hoa hậu của mình. Đến tháng 6 năm 2013 họ đã tổ chức một đám cưới đơn giản sau gần một thập kỉ bên nhau.